# Fudzsitani Szó
Fudzsitani Szó (藤谷 壮) (Kóbe, 1997. október 28. –) japán válogatott labdarúgó.

## Klub
A labdarúgást a Vissel Kobe csapatában kezdte. 52 bajnoki mérkőzésen lépett pályára. 2019-ben Császár Kupa címet szerzett. 2021-ben a Giravanz Kitakjúsú csapatához szerződött.

## Nemzeti válogatott
A japán U20-as válogatott tagjaként részt vett a 2017-es U20-as labdarúgó-világbajnokságon.